# 347 (عدد)
347 (ثلاثمائة وسبعة وأربعون ) هو عدد صحيح  يلي العدد 346 ويسبق العدد 348 وهو عدد طبيعي موجب.

## في الرياضيات

### خصائص
- 347 عدد فردي